# Cieli del Paradiso

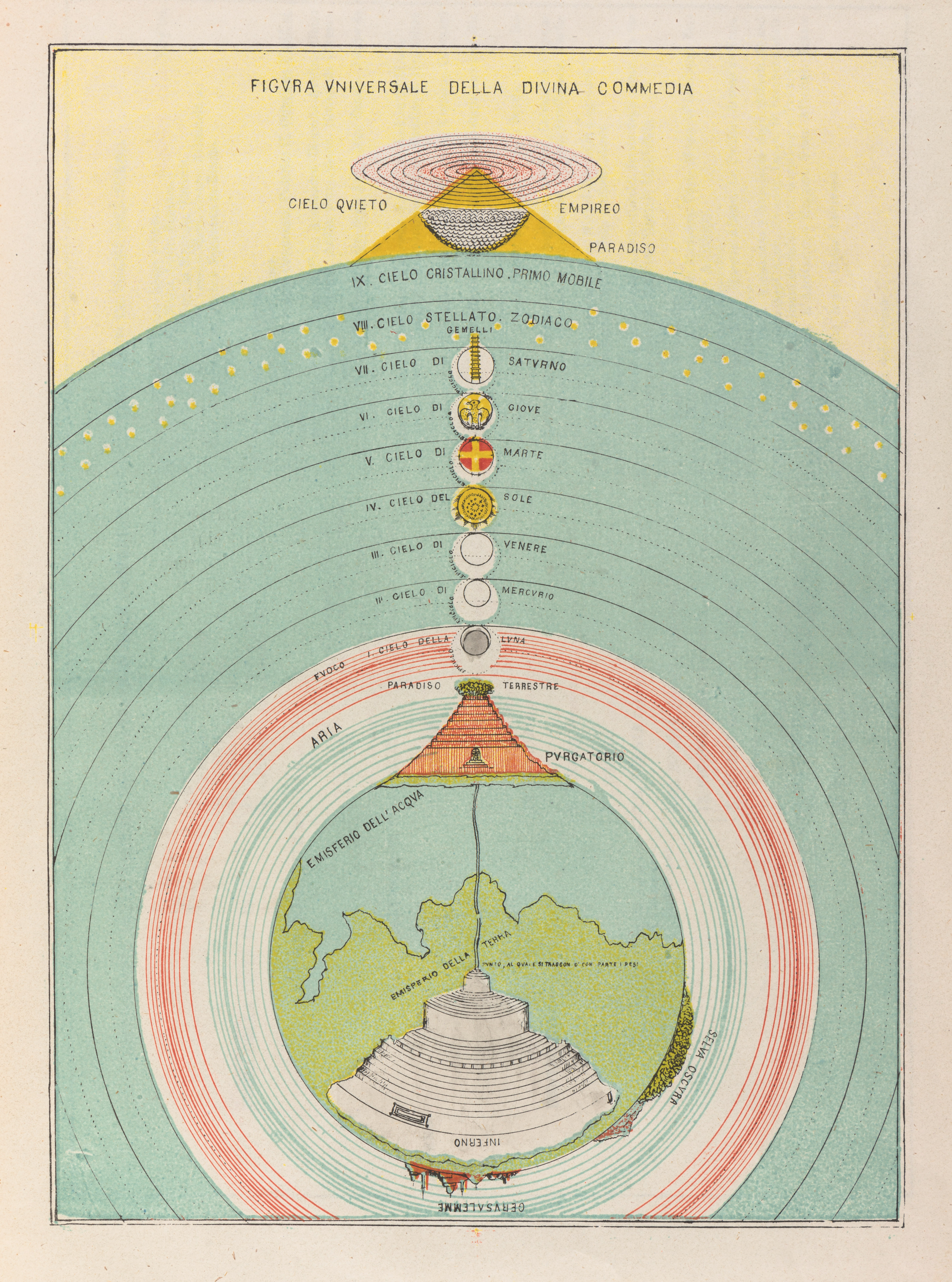
I nove cieli che sovrastano la Terra, al di sopra dei quali è situato l'Empireo

Dante Alighieri, nel Paradiso, terza cantica della Divina Commedia, descrive la visione del proprio viaggio nell'oltretomba; qui il Paradiso è diviso in cieli, che sono nove, numero significativo nella tradizione medievale, e ricalcano il sistema cosmologico aristotelico-tolemaico: i primi sette infatti corrispondono ciascuno a un pianeta del Sistema solare.
Si noti che la sede propria dei beati è in realtà l'Empireo, ma a costoro la Grazia divina ha concesso di spartirsi nel cieli inferiori per manifestarsi a Dante a seconda del loro operare terreno e delle loro inclinazioni. La disposizione delle anime nel Paradiso è spiegata nel canto IV (e in parte nel III), mentre la corrispondenza con le gerarchie angeliche è spiegata nel canto XXVIII.
Partendo dal Paradiso terrestre, situato alla sommità del Purgatorio, Dante e Beatrice ascendono ai Cieli attraverso la Sfera del fuoco, che separa il mondo contingente da quello incorruttibile ed eterno.

## Primo cielo (Luna) - Spiriti mancanti ai voti

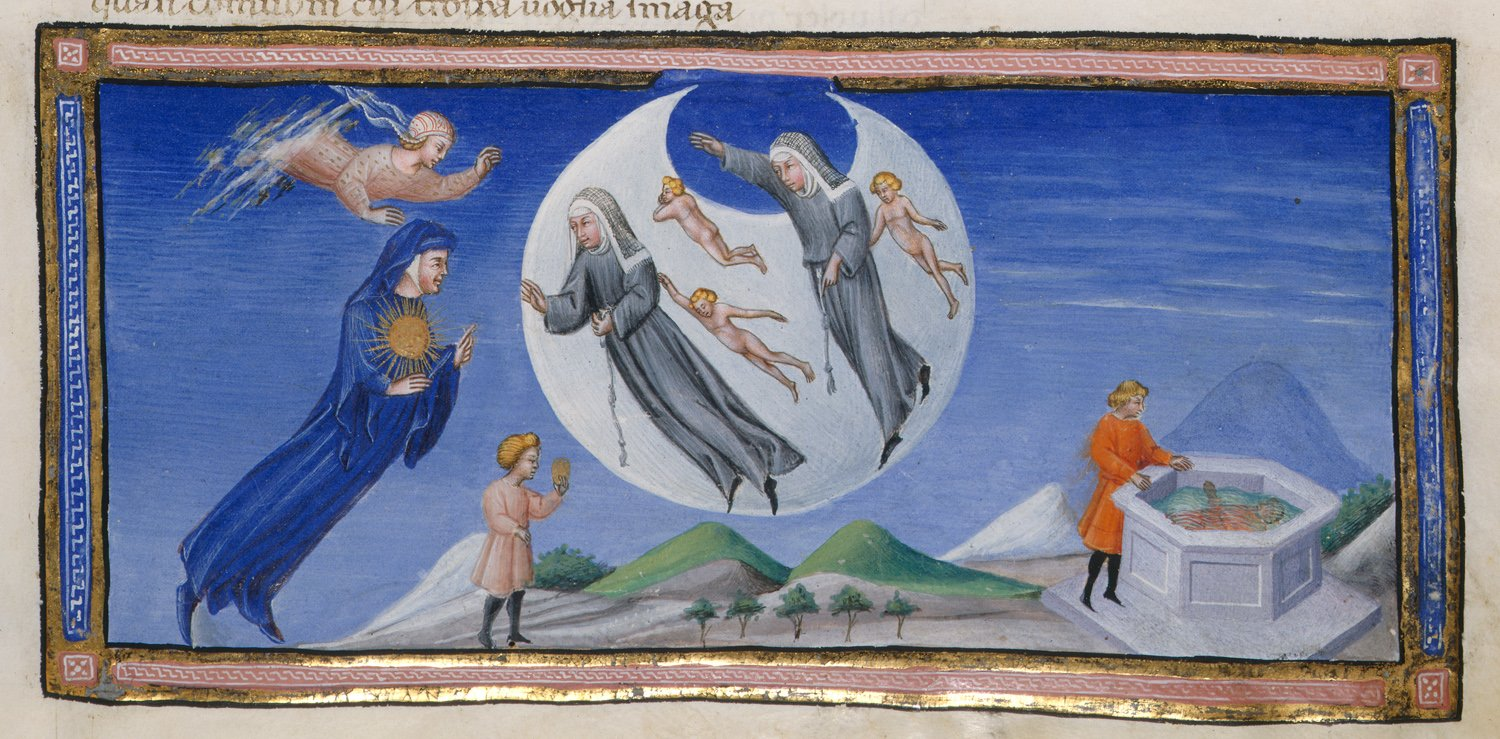
Dante nel Cielo della Luna

Il primo Cielo è quello della Luna, considerato un pianeta nel Medioevo, il cui influsso dominante è l'incostanza, l'arrendevolezza, la cedevolezza: risiedono qui, infatti, le anime di coloro che mancarono ai propri voti, non per scelta bensì a causa di costrizione altrui contro la quale essi non seppero opporsi con sufficiente fermezza. Queste anime appaiono a Dante come immagini riflesse da vetri trasparenti e tersi, o da acque nitide e tranquille, o anime piene di foschia. Le intelligenze angeliche che muovono questo cielo sono gli angeli, che appartengono alla prima schiera angelica.
Sono qui beati: Piccarda Donati e Costanza d'Altavilla.

## Secondo cielo (Mercurio) - Spiriti attivi per la gloria
Il secondo cielo è denominato Cielo di Mercurio, che si connota per l'amore per la gloria e la fama terrena: le anime che risiedono qui sono infatti quelle che si attivarono a tale scopo e appaiono a Dante come splendori fiammeggianti che danzano e cantano.
Vengono affrontate, in questo cielo, le seguenti questioni teologiche:
1. la morte di Cristo;
2. perché Dio abbia redento il genere umano col sacrificio di Cristo;
3. la corruttibilità e l'incorruttibilità delle creature e la resurrezione dei corpi.

Le intelligenze motrici di questo cielo appartengono alla seconda schiera angelica e sono gli arcangeli.
Sono qui beati: Giustiniano I e Romeo di Villanova.

## Terzo cielo (Venere) - Spiriti amanti
Il terzo cielo è il Cielo di Venere, caratterizzato ovviamente dall'amore, e dove infatti risiedono le anime di coloro che amarono. Queste appaiono a Dante come splendori che si muovono rapidamente in circolo.
Le seguenti questioni teologiche sono affrontate in questo cielo:
1. come da buoni genitori possano nascere figli cattivi;
2. le ragioni delle diverse indoli umane.

Le intelligenze motrici di questo cielo appartengono alla terza gerarchia e sono i principati.
Sono qui beati: Carlo Martello, Cunizza da Romano, Folchetto da Marsiglia e Raab.

## Quarto cielo (Sole) - Spiriti sapienti
(Dante, Convivio II, 13, 15)

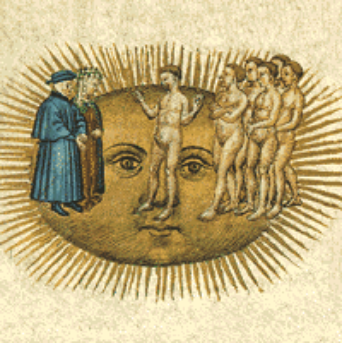
Dante e Beatrice nel Cielo del Sole

Il quarto è il Cielo del Sole, caratterizzato dalla sapienza: sono beati di questo cielo, infatti, le anime dei sapienti e dei Dottori della Chiesa; esse appaiono disposte in corone concentriche di vivi splendori, che danzano in giro cantando.
Le questioni teologiche, filosofiche e morali affrontate in questo cielo sono:
1. l'ordine della creazione e le sue conseguenze;
2. la corruzione dell'ordine dei domenicani;
3. la corruzione dell'ordine dei francescani;
4. la sapienza di Adamo e di Cristo e quella di Salomone;
5. la fallacia dei giudizi umani;
6. lo splendore delle anime beate dopo la resurrezione dei corpi.

Le intelligenze motrici di questo cielo appartengono alla quarta schiera angelica e sono le potestà.
Sono qui beati: san Tommaso d'Aquino, Alberto Magno, Francesco Graziano, Pietro Lombardo, Salomone, Dionigi l'Areopagita, Paolo Orosio, Anicio Manlio Torquato Severino Boezio, Isidoro di Siviglia, Beda il Venerabile, Riccardo di San Vittore, Sigieri di Brabante, san Bonaventura da Bagnoregio, Illuminato da Rieti, Agostino di Assisi, Ugo da San Vittore, Pietro Mangiadore, papa Giovanni XXI, Natan, Giovanni Crisostomo, Anselmo d'Aosta, Elio Donato, Rabano Mauro, Gioacchino da Fiore.

## Quinto cielo (Marte) - Spiriti combattenti per la fede

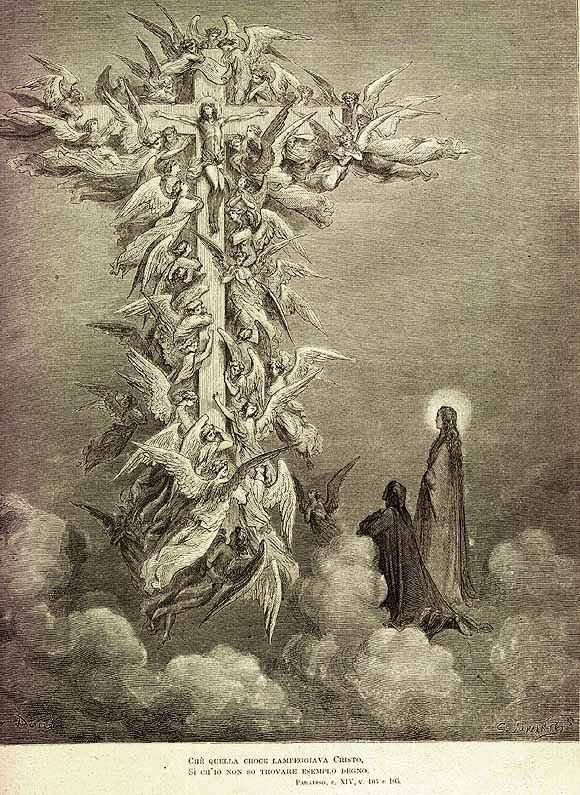
Il Cielo di Marte caratterizzato da una croce rosseggia

Il quinto cielo è il Cielo di Marte, dio della guerra, e qui risiedono le anime di coloro che combatterono e morirono per la fede. Esse appaiono come splendori vivissimi e rosseggianti che cantano, e si muovono formando una croce greca al centro della quale brilla Cristo, colui che per primo morì per dare fede all'umanità.
Le intelligenze motrici di questo cielo sono le virtù, che appartengono alla quinta schiera angelica.
Sono qui beati: Cacciaguida, Giosuè, Giuda Maccabeo, Carlo Magno, Orlando, Rinoardo, Goffredo di Buglione e Roberto il Guiscardo.

## Sesto cielo (Giove) - Spiriti giusti
Il sesto è il Cielo di Giove, la cui virtù caratteristica è la giustizia: il cielo è infatti sede delle anime di principi saggi e giusti; essi appaiono a Dante come luci che volano e cantano, formando lettere luminose che compongono la frase «Diligite iustitiam qui iudicatis terram» (cioè "Amate la giustizia voi che giudicate il mondo"); dopo le lettere i beati, a partire dall'ultima m (prima lettera della parola "Monarchia"), danno anche forma all'immagine di un'aquila, allegoria dell'Impero.
Le questioni filosofiche e teologiche affrontate in questo cielo sono:
1. l'imperscrutabilità della giustizia divina: perché sono condannati coloro che non poterono conoscere Cristo;
2. la predestinazione divina.

Questo cielo è ancora mosso da intelligenze angeliche della seconda gerarchia, cioè dalle dominazioni.
Sono qui beati: Davide, Marco Ulpio Nerva Traiano, Ezechia, Gaio Flavio Valerio Aurelio Costantino, Guglielmo II di Sicilia e Rifeo.

## Settimo cielo (Saturno) - Spiriti contemplanti
Il settimo cielo è il Cielo di Saturno, caratterizzato dalla meditazione: qui infatti si trovano le anime di coloro che si diedero alla vita contemplativa. Esse appaiono come splendori che salgono e scendono sui gradini di una «scala celeste» luminosa, dal colore di oro splendente, così alta che non se ne vede la sommità: è l'allegoria della sapienza.
La questione filosofica e teologica qui affrontata è:
1. l'insondabilità del volere divino.

Le intelligenze motrici di questo cielo appartengono alla prima gerarchia, e sono i troni.
Sono qui beati: san Pier Damiani, san Benedetto da Norcia, san Macario, san Romualdo e diversi frati dell'Ordine di San Benedetto.

## Ottavo cielo (Stelle fisse) - Trionfo di Cristo e Maria
L'ottavo è il Cielo delle Stelle fisse: non si tratta più di un cielo dove si ripartiscono i vari beati, ma qui si trovano le anime trionfanti, che appaiono come innumerevoli lucerne illuminate dai raggi che fa piovere la grande luce di Cristo; un altro degli splendori che qui trionfano è Maria, attorno alla quale volteggia cantando l'arcangelo Gabriele.
Qui Dante subisce una specie di "esame" sulle tre virtù teologali; dopo una preghiera di Beatrice, infatti:
1. san Pietro interroga Dante sulla Fede: il suo contenuto e la sua origine, e prove della sua verità;
2. san Giacomo Maggiore interroga Dante sulla Speranza: che cosa sia, da dove abbia origine, quale sia il suo oggetto;
3. san Giovanni interroga Dante sulla Carità: oggetto dell'amore e ragioni che lo suscitano e lo indirizzano.

Le intelligenze motrici di questo cielo sono i cherubini, che appartengono alla prima gerarchia.
Si incontrano qui: Cristo, la Madonna con l'arcangelo Gabriele, san Pietro, san Giacomo Maggiore, san Giacomo, san Giovanni Evangelista, Adamo.

## Nono cielo (Primo Mobile) - Trionfo degli angeli
Il nono e ultimo cielo è il Cielo cristallino, chiamato anche Primo mobile in quanto è appunto il primo a muoversi, ricevendo tale movimento da Dio e trasmettendolo ai cieli concentrici sottostanti. Sopra al Primo mobile c'è solo l'Empireo, che è immobile in quanto perfetto (nella teologia medievale il movimento non era conciliabile con la perfezione, in quanto implica un cambiamento): la potenza divina che ha sede nell'Empireo, centro dell'universo, imprime ai cieli sottostanti un movimento rotatorio, rapidissimo nel Primo mobile e poi via via sempre più lento fino alla Terra sublunare.
Le questioni filosofiche e teologiche qui affrontate sono:
1. la costruzione e il moto del Primo mobile;
2. la corrispondenza tra i nove cieli e i nove ordini delle Intelligenze motrici (gli angeli);
3. la creazione degli angeli: le loro facoltà e il loro numero.

Le intelligenze motrici di questo cielo appartengono alla prima gerarchia e sono i serafini.

## Empireo

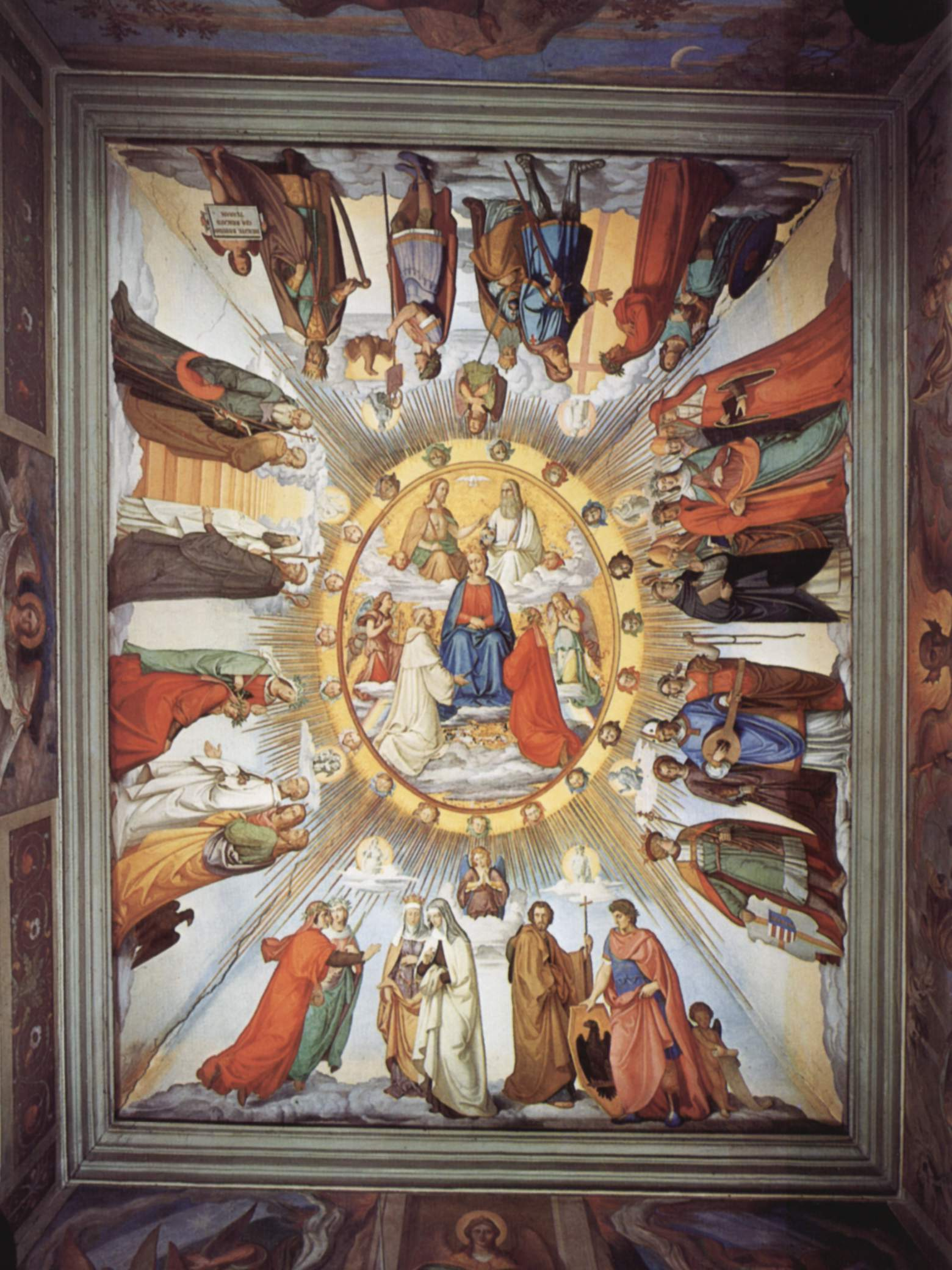
Episodi danteschi nei diversi Cieli del Paradiso, con al centro l'Empireo, dipinto di Philipp Veit

Sopra i nove cieli vi è l'Empireo, dove ha sede Dio circondato dagli angeli e dalla Rosa dei beati, che qui risiedono normalmente (salvo spostarsi liberamente nei cieli sottostanti).
Nell'Empireo risiedono le gerarchie angeliche, che appaiono distribuite in nove cerchi di fuoco giranti attorno a un punto piccolissimo ma luminosissimo, cioè Dio.
Il dantista rumeno Horia-Roman Patapievici sostiene che la forma geometrica che maggiormente descrive il paradiso di Dante sarebbe l'ipersfera e in particolare la 3-sfera, cioè la sfera a quattro dimensioni.